# فقدان الذاكرة الانتقائي
فقدان الذاكرة الانتقائي هو أحد أنواع فقدان الذاكرة المنطوي على خسارة أجزاء محددة فقط من الذاكرة. تشمل العناصر الأكثر عرضة للنسيان كلًا من العلاقات الاجتماعية، ومكان السكن وبعض القدرات والمواهب المحددة (مثل ألعاب الخفة، والتصفير، واستخدام الآلات الموسيقية وغيرها).

## العوامل

### المضامين العاطفية
قد يكون الأفراد أكثر عرضة للإصابة بفقدان الذاكرة التنويمية عند امتلاك الكلمات التي يُطلب منهم نسيانها (أو تذكرها) مضامين عاطفية كبيرة. تمكن كليمز (1964) من تحديد الكلمات الانتقادية الخاصة بالمشاركين في الدراسة – أي الكلمات المرتبطة مع النزاع الداخلي – وتمييزها عن الكلمات المحايدة – تلك الكلمات عديمة الارتباط بالنزاع الداخلي. خضع المشاركون في الدراسة للتنويم المغناطيسي مع إدراج تسع كلمات انتقادية وتسع كلمات محايدة. طُلب من المشاركين بعد ذلك، أثناء خضوعهم للتنويم المغناطيسي، نسيان نصف الكلمات المعروضة عليهم. أظهرت النتائج أن المشاركين أكثر عرضة لنسيان الكلمات الانتقادية مقارنة بالكلمات المحايدة. مع ذلك، فشلت الدراسة التكرارية بواسطة ستام وزملائه (1980) في تكرار هذه النتائج، ما يشير إلى احتمالية اعتبار هذه الاستنتاجات غير صالحة.

### الألفة
تلعب ألفة الفرد بمهمة ما دورًا في كيفية تأثير فقدان الذاكرة الانتقائي على ذكريات هذا الفرد. من أجل دراسة هذه الظاهرة، عمل لويس وزملاؤه (1969) على تعليم الجرذان إحدى مهام التجنب السلبي البسيطة، التي تمثل اختبارًا معززًا بالخوف بهدف تقييم التعلم والذاكرة لدى نماذج الجرذان. بعد إكمال الجرذان مهمتها لعدد محدد مسبقًا من المرات. أخضع القائمون على التجربة هذه الجرذان لسلسلة من صدمات التخليج الكهربائية بهدف تحريض فقدان الذاكرة الانتقائي. تباينت هذه الصدمات في مدتها، إذ تراوحت بين صفر وخمس ثوان. أظهرت نتائج هذه الدراسة إصابة الجرذان عديمة الدراية بالمهمة حصرًا بفقدان الذاكرة الانتقائي بعد 24 ساعة من التعرض للصدمات الكهربائية. امتلكت الجرذان ذات الألفة بالمهمة ذاكرة طبيعية لهذه المهمة على ما يبدو. من المحتمل بالتالي وجود مرحلة معينة معرضة لخطر فقدان الذاكرة الانتقائي في عملية معالجة الذاكرة. تقترح الفرضية الحالية حدوث هذه المرحلة المعرضة للإصابة أثناء الانتقال من الذاكرة النشطة إلى الذاكرة قصيرة الأمد.

### أنواع الذاكرة
في تجربة هادفة إلى البحث في الدور الوظيفي للجزء الأنسي من القشرة الشمية الداخلية في عملية تكوين الذاكرة، وجد هولشر وشميدت (1994) أنه من الممكن إنتاج فقدان الذاكرة الانتقائي لأنواع معينة من الذكريات عن طريق خلق آفات مؤلمة في أدمغة الجرذان. في هذه التجربة، وُضعت الجرذان المصابة بالآفات والجرذان السليمة على حد سواء في متاهة ذات ثمانية أذرع مع وجود طعام في ذراع واحدة من هذه الأذرع. كان على الجرذان توجيه نفسها داخل المتاهة من أجل الوصول إلى الطعام. أظهرت الجرذان المصابة بالآفات مشاكل هامة في الذاكرة، بما في ذلك فشل الذاكرة وزيادة فترات استرجاع الذاكرة، خلال مهام توجيه نفسها داخل المتاهة باستخدام الإشارات الوحشية، أي الإشارات الأكثر بعدًا. وصف الباحث هذه المشاكل بفقدان الذاكرة الانتقائي. أظهرت الدراسة أيضًا معاناة الجرذان المصابة بالآفات من صعوبات أكبر في العثور على الطعام عند نقله إلى ذراع أخرى. عندما كان على هذه الجرذان المصابة بالآفات توجيه نفسها في اختبار ذاتي المركز باستخدام إشارات استقبال الحس العميق، لم تظهر النتائج أي مشاكل مرصودة في الذاكرة. تشير هذه النتيجة بدورها إلى الدور المحتمل لنوع الذاكرة الذي تحاول الجرذان تذكره في احتمالية الإصابة بفقدان الذاكرة الانتقائي.